# Spanish Sahara
Spanish Sahara é uma música da banda inglesa de indie rock Foals. Embora não seja um single oficial, foi a primeira música a ser lançada do segundo álbum da banda, Total Life Forever. Estreou no dia 1º de março de 2010 na rede de emissora de rádios BBC Radio 1. Naquela noite, um video para o single foi posto no site oficial da banda.
O Single foi lançado em 17 de abril somente em vinil para celebrar o dia das lojas de disco. Somente 1000 copias foram feitas e vendidas por lojas independentes. O remix feito por Mount Kimbie foi depois disponibilizado no formato mp3, de graça para quem fosse membro do site da banda.

## Recepção
A revista NME elegeu "Spanish Sahara" a melhor canção de 2010. Em 2011, ela venceu 'Melhor Canção' nos NME Awards. A mesma revista ainda a colocou em 14º lugar em sua lista das "150 melhores faixas dos últimos 15 anos". Ainda em 2011, foi eleita na 98ª posição na lista Triple J Hottest 100 de 2010.